# Vadnagar
Vadnagar là một thành phố và khu đô thị của quận Mahesana thuộc bang Gujarat, Ấn Độ.

## Địa lý
Vadnagar có vị trí 23°47′B 72°38′Đ / 23,78°B 72,63°Đ Nó có độ cao trung bình là 143 mét (469 feet).

## Nhân khẩu
Theo điều tra dân số năm 2001 của Ấn Độ, Vadnagar có dân số 25.041 người. Phái nam chiếm 51% tổng số dân và phái nữ chiếm 49%. Vadnagar có tỷ lệ 65% biết đọc biết viết, cao hơn tỷ lệ trung bình toàn quốc là 59,5%: tỷ lệ cho phái nam là 75%, và tỷ lệ cho phái nữ là 54%. Tại Vadnagar, 13% dân số nhỏ hơn 6 tuổi.